# Yaqoub Mohamed al-Youha
Yaqoub Mohamed al-Youha (arabisch يعقوب محمد اليوحة, DMG Yaʿqūb Muḥammad al-Yūḥa; * 31. Januar 1993) ist ein kuwaitischer Hürdenläufer, der sich auf die 110-Meter-Distanz spezialisiert hat und aktuell Inhaber des Landesrekordes in dieser Disziplin ist.

## Sportliche Laufbahn
Erste internationale Erfahrungen sammelte Yaqoub Mohamed al-Youha bei den Asienmeisterschaften 2011 in Kōbe, bei denen er seinen Vorlauf nicht beenden konnte. Im Jahr darauf belegte er bei den Juniorenasienmeisterschaften in Colombo in 14,05 s den siebten Platz und schied bei den Juniorenweltmeisterschaften in Barcelona mit 13,91 s im Halbfinale aus. 2013 wurde er bei den Arabischen Meisterschaften in Doha in 14,07 s Vierter, wie aich bei den Islamic Solidarity Games in Palembang in 14,00 s. 2014 gewann er bei den Hallenasienmeisterschaften in Hangzhou über 60 m Hürden in 7,90 s die Silbermedaille hinter seinem Landsmann Abdulaziz al-Mandeel. Im September nahm er erstmals an den Asienspielen im südkoreanischen Incheon teil und erreichte dort in 13,83 s den siebten Platz.
2015 gewann er bei den Arabischen Meisterschaften in Manama in 13,37 s die Silbermedaille und siegte dort mit der kuwaitischen 4-mal-100-Meter-Staffel in 39,75 s. Anschließend wurde er bei den Asienmeisterschaften in Wuhan im Finale disqualifiziert. Im folgenden Jahr gewann er bei den Hallenasienmeisterschaften in Doha in 7,65 s erneut die Silbermedaille hinter al-Mandeel, wie auch bei den Asienmeisterschaften 2017 in Bhubaneswar in 13,59 s. Daraufhin siegte er in 13,48 s bei den Arabischen Meisterschaften in Radès und gewann dort in 40,83 s die Bronzemedaille mit der Staffel. Damit qualifizierte er sich erstmals für die Weltmeisterschaften in London, bei denen er mit seinen Lauf im Halbfinale nicht beenden konnte. 2019 gewann er bei den Asienmeisterschaften in Doha mit neuem Landesrekord von 13,35 s die Silbermedaille hinter dem Chinesen Xie Wenjun. Er qualifizierte sich damit für die Weltmeisterschaften, die ebenfalls in Doha stattfanden und gelangte dort bis in das Halbfinale, in dem er mit 13,57 s ausschied. Anschließend gewann er bei den Militärweltspielen in Wuhan in 13,60 s die Bronzemedaille hinter dem Russen Sergei Schubenkow und Zeng Jianhang aus China. 2021 siegte er in 13,71 s bei den Arabischen Meisterschaften in Radès und startete anschließend bei den Olympischen Spielen in Tokio, kam dort aber mit 13,69 s nicht über die erste Runde hinaus.
2022 gelangte er bei den Hallenweltmeisterschaften in Belgrad bis ins Halbfinale über 60 m Hürden und schied dort mit 7,59 s aus. Im August gewann er dann bei den Islamic Solidarity Games in Konya in 13,30 s die Bronzemedaille hinter dem Algerier Amine Bouanani und Louis François Mendy aus dem Senegal. Im Jahr darauf wurde er bei den Hallenasienmeisterschaften in Astana in 7,70 s Vierter über 60 m Hürden und siegte im April in 13,67 s über 110 m Hürden bei den Westasienmeisterschaften in Doha. Anschließend siegte er in 13,58 s bei den Arabischen Meisterschaften in Marrakesch und sicherte sich dann in 13,67 s die Silbermedaille bei den Panarabischen Spielen in Algier hinter dem Algerier Amine Bouanani. Daraufhin gewann er bei den Asienmeisterschaften in Bangkok in 13,56 s die Bronzemedaille hinter dem Japaner Shunya Takayama und Xu Zhuoyi aus der Volksrepublik China. Im August schied er bei den Weltmeisterschaften in Budapest mit 13,44 s im Halbfinale aus und im Oktober siegte er in 13,41 s bei den Asienspielen in Hangzhou. 2024 trat er bei den Olympischen Sommerspielen in Paris an und kam dort in der ersten Runde nicht ins Ziel und im Jahr darauf schied er bei den Hallenweltmeisterschaften in Nanjing mit 8,50 s in der Vorrunde über 60 m Hürden aus. Ende Mai verpasste sie bei den Asienmeisterschaften in Gumi mit 13,89 s den Finaleinzug über 110 m Hürden.
In den Jahren 2016 und 2019 sowie 2021 und 2022 wurde al-Youha kuwaitischer Meister im 110-Meter-Hürdenlauf sowie 2019 auch im 100-Meter-Lauf.

## Persönliche Bestzeiten
- 100 Meter: 10,44 s (+1,4 m/s), 3. Mai 2015 in Kuwait
- 110 m Hürden: 13,35 s (+1,7 m/s), 24. April 2019 in Doha (kuwaitischer Rekord)
- 60 m Hürden (Halle): 7,52 s, 21. Februar 2020 in Madrid (kuwaitischer Rekord)